# Залозецький Василь Дмитрович
Василь Дмитрович Залозе́цький гербу Сас (7 лютого 1833 , Погорілівка, Заставнівський повіт, Буковинський округ, Австрійська імперія  — 1915 , Гірне, Стрийський повіт, Королівство Галичини та Володимирії, Австро-Угорщина ) — священик, український письменник, культурний діяч, знавець етнографії. Батько Романа Саса Залозецького.

## Біографія
Народився 7 лютого 1833 року в сім'ї сільського священика в селі Погорілівка, тепер Заставнівський район, Чернівецька область. Вихованням хлопчика займалася мати Марія з роду Ганкевичів — розумна і енергійна жінка. Батьки подбали про те, щоб їх син отримав добру освіту, незважаючи на те, що сім'я часто переїжджала. Залозецький наполегливо і старанно вчився: в Коломиї, Чернівцях, Львові та навіть Відні. Часті переїзди збагачували кругозір юнака, змушували багато думати і спостерігати. Враження від побаченого пізніше оживуть на сторінках його творів. Найкращі роки свого дитинства, як згадував пізніше сам Залозецький, пройшли у селі Княже.

### Церковна діяльність
У 1858 році висвятився, стає, як і його батько, священиком (обряд провів єпископ Спиридон Литвинович). Залозецький вчитується в рядки Біблії, шукаючи благородні вчинки біблійних персонажів і проповідує їх, навчає паству чесності, порядності, гнівно засуджує шахраїв, корчмарів, пияцтво.

### Громадська діяльність
Та діяльність просто священика його не влаштовує, він хоче більшого. Тому він складає Статут товариства проповідників тверезості, згуртовує навколо себе колег і береться за місіонерство по боротьбі із пияцтвом. Статут товариства був схвалений митрополитом Сембратовичем, тому він із однодумцями їздить селами Станіславщини і Львівщини. Його однодумцями були Рудольф Мох, Антін Струтинський та Ілля Мордарович. Невдовзі погіршилося його здоров'я і дану справу він покинув.

### Літературна діяльність
На цей час припадає його перша спроба писати. В 1861 році з-під його пера виходить перша повість «Несвятоюрщина у манєрах, одежи, конверсаціи и мнѣніяхъ», яка викликала захоплення галицьких і буковинських читачів. Відчувши, що його слово потрібне людям і знаходить відгук в їх серцях, почав наполегливо писати і вирішив присвятити свої останні роки життя письменницькій діяльності. Пише оповідання про гірку долю селян, їх турботу і злидні. Переїжджаючи із села в село, із повіту в повіт, він бачив однакове скрутне становище усіх українських селян, їх безпорадне становище, тому впевненим і правдивим словом хоче якось їм допомогти.
Відтоді твори Залозецького друкуються у відомих тогочасних виданнях «Слово», «Пролом», «Родимий листок», «Червона Русь». Часто друкується він у львівській «Бесіді». На її сторінках побачили світ такі твори, як:
- «Річські гуцули»,
- «Изтеки русского священника»,
- «Приключенія русской молодицы»,
- «Похождения Мендля Зильбербуша»,
- «Настя Чагровна».

В.Залозецький є автором повістей «Звонимира», «Картина з нашого язического бита», «Ростислав, родоначальник галицьких князей», історичний роман «Половецкая моленица», «Євфимия Володаревна» та багато інших творів.
Заслуговують на увагу його нариси: «Очерки сельськой жизни», "О Бояне в «Слове о полку Игореве». Він цікавиться традиціями і звичаями українського народу, пише дуже багато статей на етнографічні теми, які також друкуються у львівських журналах: «Несколько сведений о городе Стрие», «Ярмарок в Кутах», «Образки з циркулу Коломийского».
В 1907 — 1909 роках у Львові вийшло повне зібрання творів В. Залозецького у трьох томах. Залозецький друкував свої твори під псевдонімами Василій З., Панько из Галичанова, Савчишин Федько, криптонімом В. Д. З.
Помер 2 лютого 1915 року в с. Гірне, тепер Стрийський район, Львівська область.

### Мова творів Залозецького
В.Залозецький свої твори писав «язичієм». Василь Залозецький — український письменник москвофільського напрямку. Та, не зважаючи на це, Леся Щербанюк, працівник дитячої обласної бібліотеки імені М.Івасюка, автор однієї із небагатьох статей про маловідомого письменника В.Залозецького, зазначає: «Він — приклад тих людей, котрі хоч і збились на ідеологічні манівці, проте не переставали любити рідну землю і свій нарід». Навіть такий принциповий противник москвофільства як ідейної течії І.Франко був при цьому поміркованим в оцінці москвофілів: «Не забуваймо, що між тими „запроданцями“ находились і находяться люди, що весь вік живуть в найскромніших відносинах, в тісності і бідності, служачи справі, котра їм видається справедливою… Коли чую, що до таких людей прикладається слово „запроданці“, то се пригадуються давні відьми та чортівниці, котрих усякі ортодоки палили на стосах за те, що вони продались чортові, хоч ті нещасні „запроданці“ жили звичайнісінько в найбіднішій нужді».[джерело?]
Безсумнівно, що до таких особистостей належить і Василь Залозецький. Адже у своїй творчості він відображав славні сторінки минулого свого народу, оспівував любов до ближнього, готовність до самопожертви за рідну землю, красу людських взаємин. Багато уваги наш земляк приділяв громадській діяльності.

### Доля літературної спадщини Залозецького
Окремі прижиттєві видання Залозецького зберігаються у фондах відділу рідкісної книги бібліотеки Чернівецького національного університету імені Ю.Федьковича. Майже всі твори, які написав за життя письменник, зберігаються у Львові, де проживав письменник до останнього свого дня.
Чотири рідкісні книги письменника, а саме: повісті «Несвятоюрщина», «Ростислав — родоначальник галицких князей», «Звонимира» та роман «Половецкая моленица» з біографією письменника на початку книги, написаної невідомим автором, є у погорілівчанина Дмитра Чорнописького, відомого майстра лозоплетіння і також поціновувача рідкісних книг, який проживає у Чернівцях.[джерело?]